# Petite Meller
Pour les articles homonymes, voir Meller.
Petite Meller, née à Paris, France, de son vrai nom Syvan Eva Meller, est une chanteuse franco-polonaise habitant à Londres.

## Biographie
Née d'une mère française et d'un père polonais, elle grandit à Tel-Aviv. Elle commence sa carrière dans le groupe Terry Poison en tant que claviériste et chanteuse et étudie la philosophie à l'université  de Tel-Aviv.
Elle s'installe ensuite à Brooklyn en 2012 avant de vivre à Londres.
Elle s'entoure de la styliste japonaise Nao Koyabu ainsi que des réalisateurs AT Mann et Napoleon Habeica pour la création de ses clips.

## Discographie
Reprises
- Joe le Taxi de Vanessa Paradis
- Sunday Morning avec BØRNS tiré de Sunday Morning de Velvet Underground
- Icebear avec Joe Fleisch tiré de Eisbär de Grauzone

Singles
- The Flute 2016
- Aeroplane 2019
- The Way I Want 2019

## Prix et nominations
Nommée au MTVEMA dans la catégorie "Best Push" pour Flute.